# Сучасна музика поклоніння

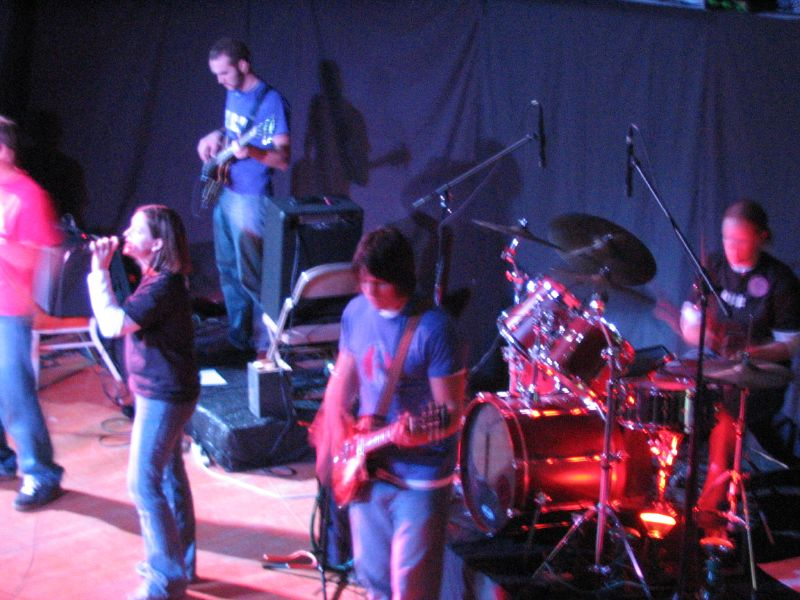
Сучасний гурт прославлення

Сучасна музика поклоніння — це жанр християнської музики, який використовується в сучасному богослужінні. Він розвивається більше ніж шістдесят років, стилістично схожий на поп-музику. Пісні, які часто називають «піснями прославлення» або «піснями поклоніння», виконуються «групою прославлення» або «командою хвали» у супроводі гітариста або піаніста. Цей жанр музики поширюється у Західних церквах, особливо у п'ятидесятників. Проте є протестантські церкви, які уникають такої музики і залишають традиційну. Навіть римо-католики вживають цей вид музики в деяких парафіях. Одні церкви змішують сучасну музику поклоніння разом з традиційною; інші використовують лише сучасну музику; багато хто тримається подалі від сучасного поклоніння і дотримуються традиційного. Цей жанр музики використовують в таких церквах як Католицька і Протестантська, незалежно від до богословської ідеології, чи то церква є ліберальною, чи поміркованою, чи консервативною.

## Історія, виникнення та розвиток
На початку 1950-х років, спільнота Тезе у Франції почала залучати молодь з різних конфесій до гімнів поклоніння, які базуються на сучасних мелодіях. У 1950-х і 60-х роках Церква почала приділяти особливу увагу зміцненню зв'язків з молоддю. Християнські об'єднання проводили євангелізації в навчальних закладах та давали біблійні уроки для їхніх членів, відкривали християнські кафе з метою євангелізації, та створювали церковні молодіжні групи. Музиканти-аматори цих груп почали грати християнську музику в популярному стилі. Деякі християни вважали, що церква повинна зламати свій структурований, формальний і нудний стереотип, та звернутися до молодого покоління. Запозичуючи традиції популярної музики, у протилежність цьому стереотипу, церква переглянула біблійні вірші, і таким чином заявила, що християнство не було застарілим чи недоречним. The Joystrings була першою християнською поп-групою, яка з'явилась на телебаченні, у формі Армії Спасіння, граючи християнську біт-музику. The Jesus People in America також мали особливий вплив, вони почали створювати власну музичну субкультуру, яку іноді називають Jesus music, по суті це був музичний стиль хіпі з біблійними віршами. Jesus music поступово розділилася на християнський рок (музика, яку грали на концертах) та «музику хвали» (музика для спільного поклоніння).
Церкви почали пристосовувати ці пісні і стилі для спільного поклоніння. Перші такі пісні можливо і були першими зразками сучасної музики поклоніння; вони були легкі, часто з терцовою структурою. Альбом Youth Praise 1966 року, складений і відкорегований Мішелем Баугеном, і випущений гуртом Jubilate Group, став першим і найвідомішим альбомом цього жанру. Останнім часом тексти пісень відображаються на екранах в церквах за допомогою проекторів, і це дає можливість для більшої фізичної свободи і зручнішого співу. Найвідомішими гуртами, які поширюють сучасну музику поклоніння на сьогодні є Hillsong, Planetshakers та Jesus Culture.